# هارولد بي. هدسون
هارولد بي. هدسون هو طيار بطل كندي، ولد في 8 ديسمبر 1898 في Cobham, Surrey ‏ في المملكة المتحدة، وتوفي في 1 فبراير 1982 في فانكوفر في كندا.